# Lonchocarpus yoroensis
Lonchocarpus yoroensis är en ärtväxtart som beskrevs av Paul Carpenter Standley. Lonchocarpus yoroensis ingår i släktet Lonchocarpus och familjen ärtväxter. IUCN kategoriserar arten globalt som akut hotad. Inga underarter finns listade i Catalogue of Life.